# Rusmir Halilović
Pour les articles homonymes, voir Halilović.
Rusmir Halilović est un joueur bosnien de volley-ball né le 17 juillet 1986 à Tuzla (canton de Tuzla). Il mesure 1,92 m et joue passeur. Il totalise 30 sélections en équipe de Bosnie-Herzégovine.

## Clubs
| Club                         | De        | À         |
| ---------------------------- | --------- | --------- |
| Nice VB                      | 2004-2005 | 2007-2008 |
| AS Cannes                    | 2008-2009 | 2008-2009 |
| GFCO Ajaccio                 | 2009-2010 | 2010-2011 |
| Nantes Rezé Métropole Volley | 2011-2012 | 2011-2012 |
| GFCO Ajaccio                 | 2012-2013 | 2012-2013 |
| Club Alès en Cévennes VB     | 2013-2014 | 2013-2014 |
| Stade Poitevin VB            | 2014-2015 | 2014-2015 |
| Club Alès en Cévennes VB     | 2015-2016 | 2015-2016 |
| Nice VB                      | 2016-2017 | 2016-2017 |
| Narbonne Volley              | 2017-2018 | 2017-2018 |
| Universitatea Craiova        | 2018-2019 | 2018-2019 |
| Nice VB                      | 2019-2020 | 2019-2020 |
| GFCO Ajaccio                 | 2020-2021 | en cours  |

## Palmarès

### En sélection nationale
Néant

### En club
- Championnat de Roumanie
  - Troisième : 2019.
- Championnat de France — Div. B
  - Finaliste : 2018.
  - Troisième : 2015.

### Distinctions individuelles
Néant